# Roger Averill
Roger Averill (* 14. August 1809 in Salisbury, Litchfield County, Connecticut; † 9. Dezember 1883 in Danbury, Connecticut) war ein US-amerikanischer Politiker. Zwischen 1862 und 1866 war er Vizegouverneur des Bundesstaates Connecticut.

## Werdegang
Roger Averill wuchs als eines von sieben Kindern von Nathaniel Averill auf einer Farm auf. Er besuchte die öffentlichen Schulen seiner Heimat und studierte danach bis 1832 am Union College in Schenectady, wo einer seiner Brüder dem Lehrkörper angehörte. Nach einem anschließenden Jurastudium und seiner 1837 erfolgten Zulassung als Rechtsanwalt begann er in Salisbury in diesem Beruf zu arbeiten. Seit 1849 lebte und praktizierte er in Danbury. In seiner Heimat nahm er am politischen Geschehen teil. Er bekleidete mehrere lokale Ämter und wurde auch in das Repräsentantenhaus von Connecticut gewählt. Bis Anfang 1861 stand er in Opposition zum 1860 gewählten Präsidenten Abraham Lincoln. Nach Ausbruch des Bürgerkrieges stellte er sich dann aber bedingungslos auf die Seite der Union.
1862 wurde Averill als Unionist an der Seite von William Alfred Buckingham zum Vizegouverneur von Connecticut gewählt. Dieses Amt bekleidete er zwischen 1862 und 1866. Dabei war er Stellvertreter des Gouverneurs und Vorsitzender des Staatssenats. Damals gehörte er auch zu den Gründern der American Bar Association. Nach dem Ende seiner Zeit als Vizegouverneur ist Roger Averill politisch nicht mehr in Erscheinung getreten. Er war mit Maria White verheiratet. Aus dieser Ehe gingen mehrere Kinder hervor, von denen ihn vier überlebten. Alle Söhne wurden ebenfalls Anwälte. Er starb am 9. Dezember 1883 in Danbury.